# Lycée Madetoja
Le lycée de musique Madetoja (en finnois : Madetojan musiikkilukio) est un lycée situé dans le quartier Karjasilta d'Oulu en Finlande.

## Description
Le lycée Madetoja est un lycée spécialisé dans l'enseignement de la musique. 
Le lycée fonctionne dans les locaux de Pohjankartano dans le quartier de Karjasilta près du centre-ville. 
Le lycée compte un peu plus de 300 élèves. Le lycée porte le nom du compositeur Leevi Madetoja natif d'Oulu.

## Recteurs
- Aili Viljanen 1968–1970
- Matti Panula-Ontto 1970–1980
- Iiris Vuotila 1980–1981
- Hanna Yli-Luukko 1981–2001
- Eero Kettunen 2001–2015
- Jani Syrjälä 2015–

## Anciens élèves
Le lycée compte de nombreux anciens élèves renommés :
- Saara Aalto, chanteuse
- Ellinoora, chanteuse
- Hannu Alasaarela, pianiste
- Aino Morko, chanteuse[1],
- Esko Aho, journaliste,
- Tuomas Enbuske, journaliste
- Johanna Iivanainen, chanteuse
- Helena Juntunen, chanteuse d'opéra
- Mitra Kaislaranta, chanteuse[2],
- Hanna Karjalainen, actrice
- Piia-Noora Kauppi, députée européenne
- Niko Kumpuvaara, accordéoniste
- Johanna Kurkela, chanteuse
- Merja Larivaara, actrice
- Days Meller (née Rajamäki), violoniste
- Nelli Milan, chanteuse
- Johanna Pakonen, chanteuse
- Erkki Palola, violoniste
- Lea Pekkala, violoncelliste
- Tuomas Peltomäki, éditeur
- Maria Puusaari, violoniste
- Maarit Rajamäki, violoniste
- Mika Rännäli, pianiste
- Petrus Schroderus, chanteur d'opéra
- Summer Steel Neck, chanteur
- Airi Tokola, soprano
- Joel Hokka, chanteur, guitariste
- Niko Moilanen, chanteur, rappeur
- Tommi Lalli, batteur
- Joonas Porko, guitariste
- Olli Matela, bassiste

## Galerie

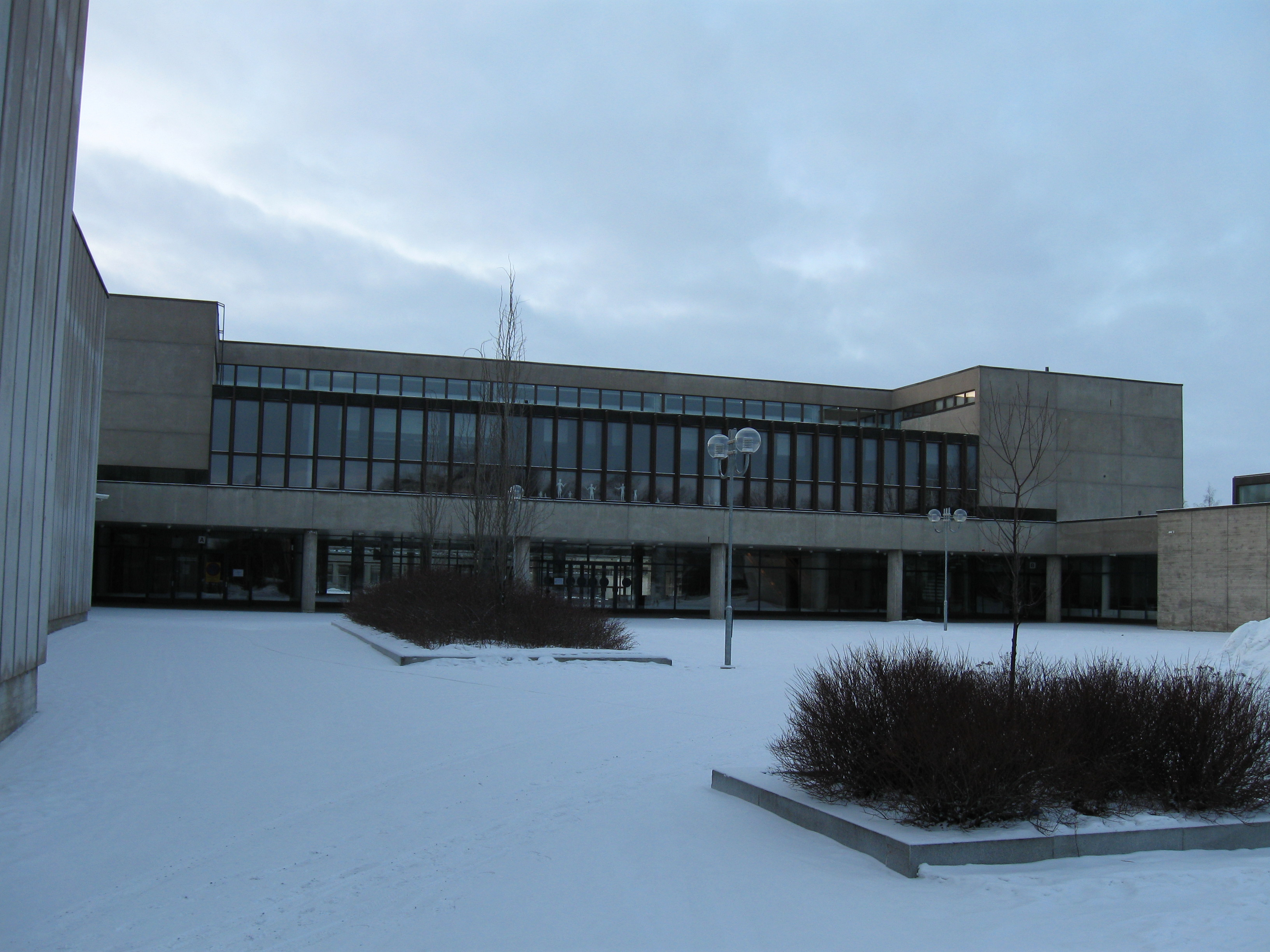
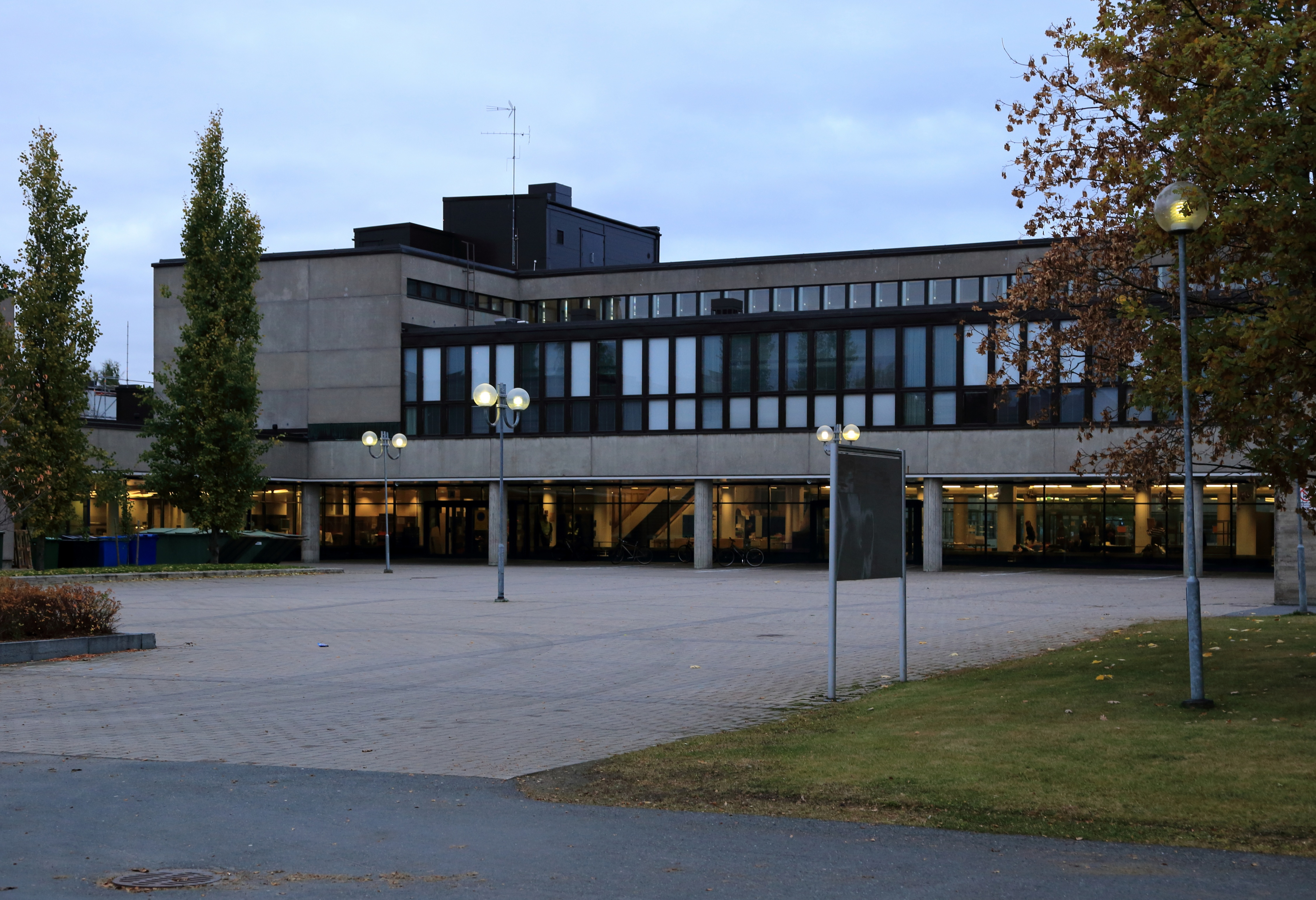
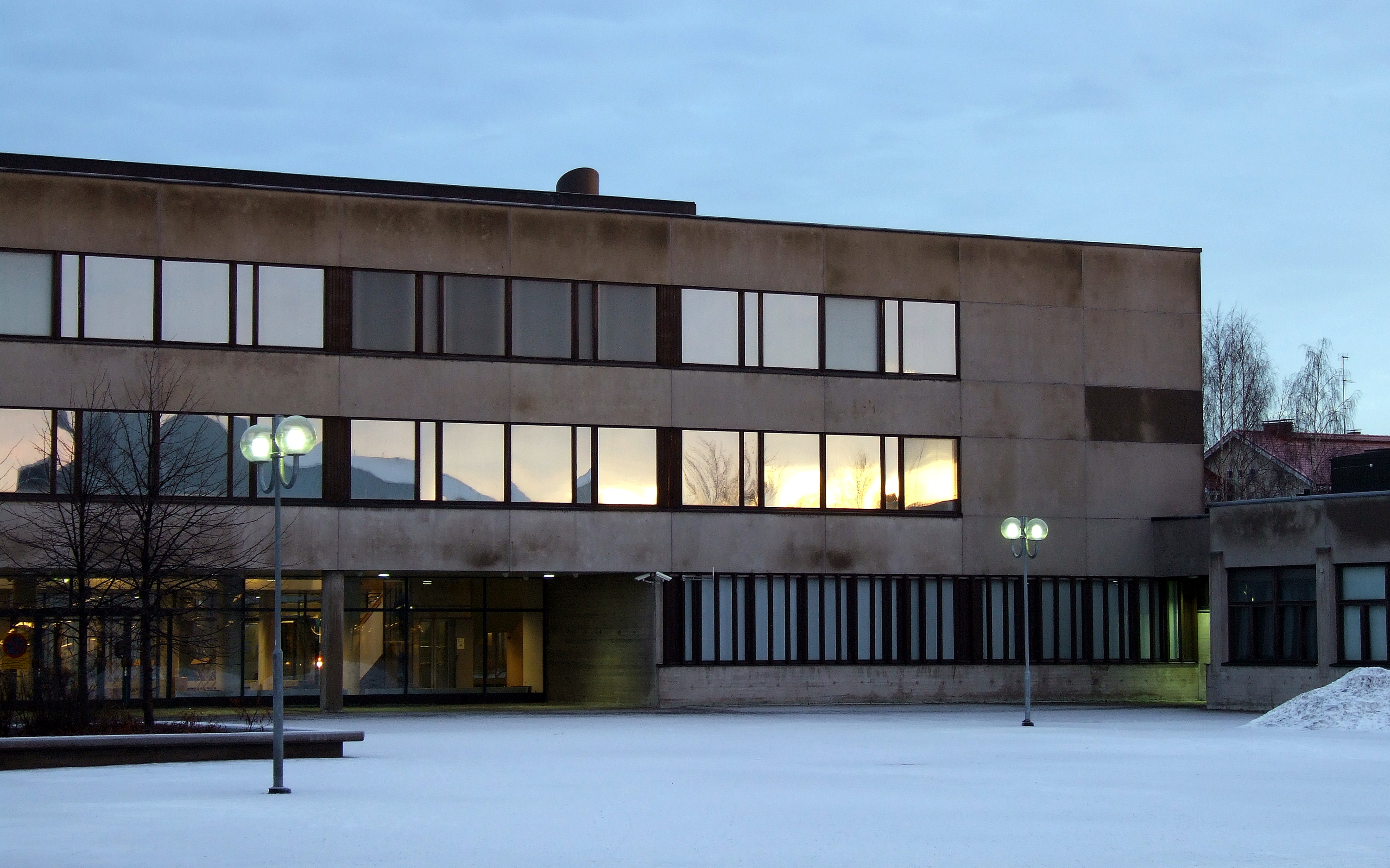
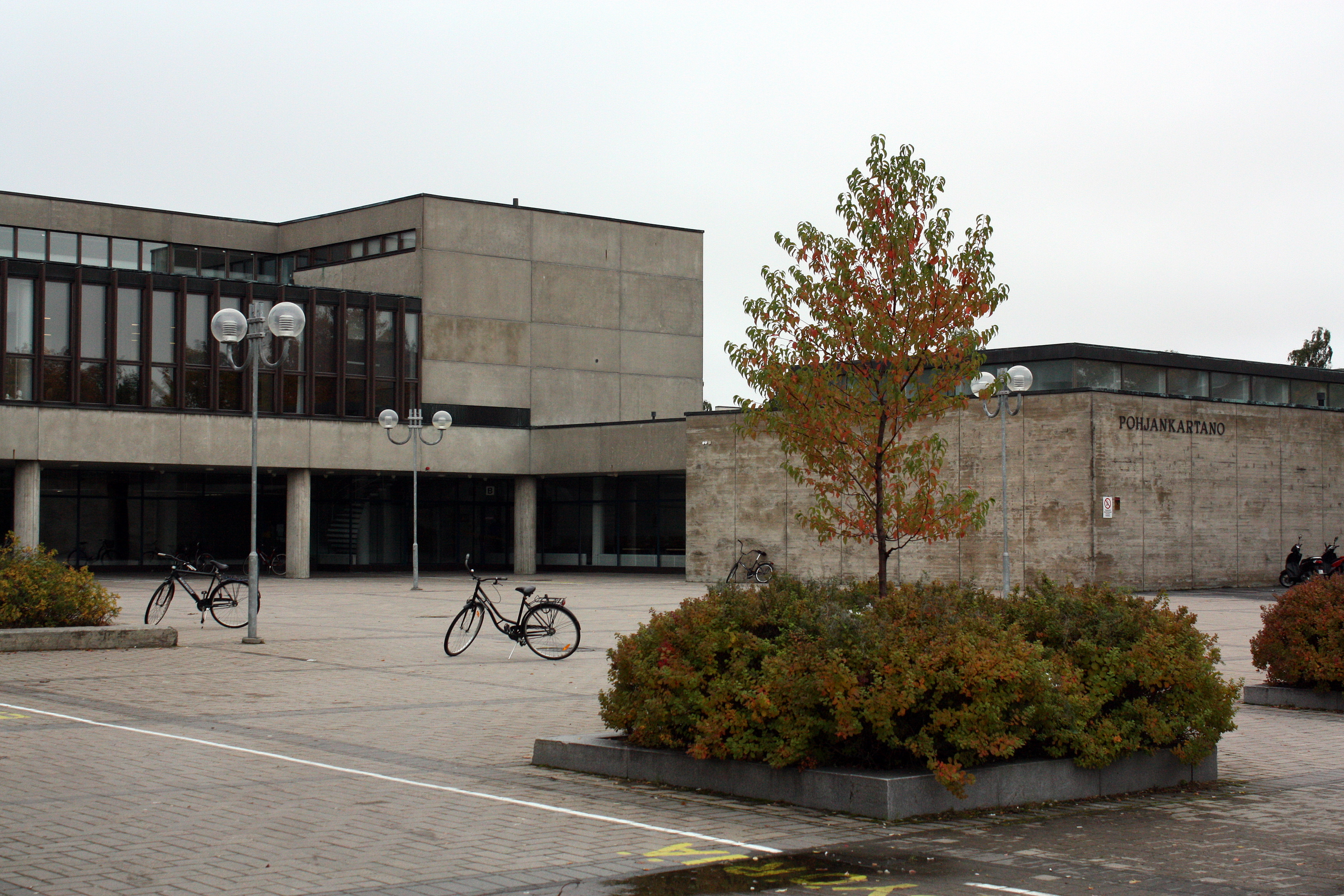
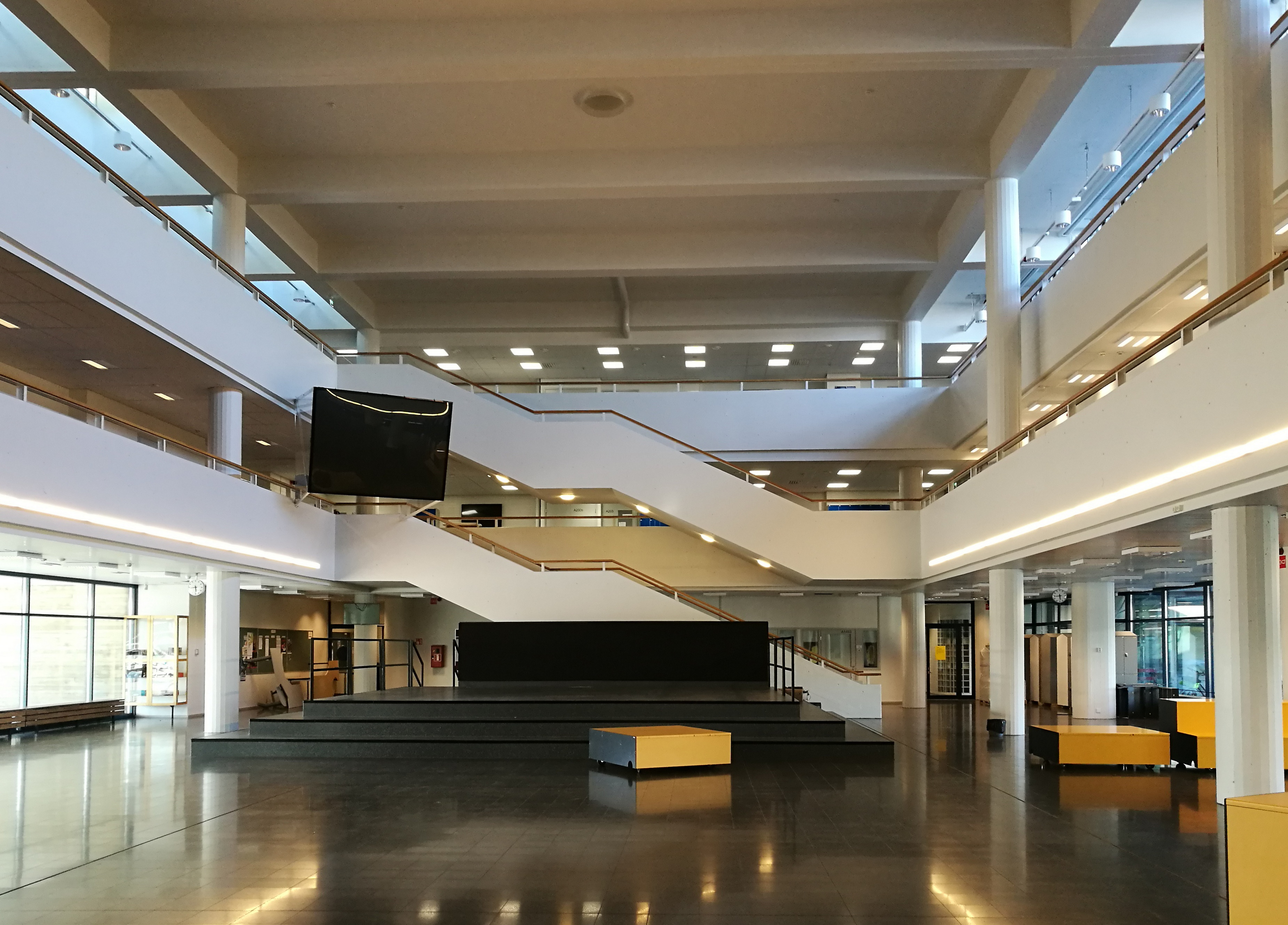
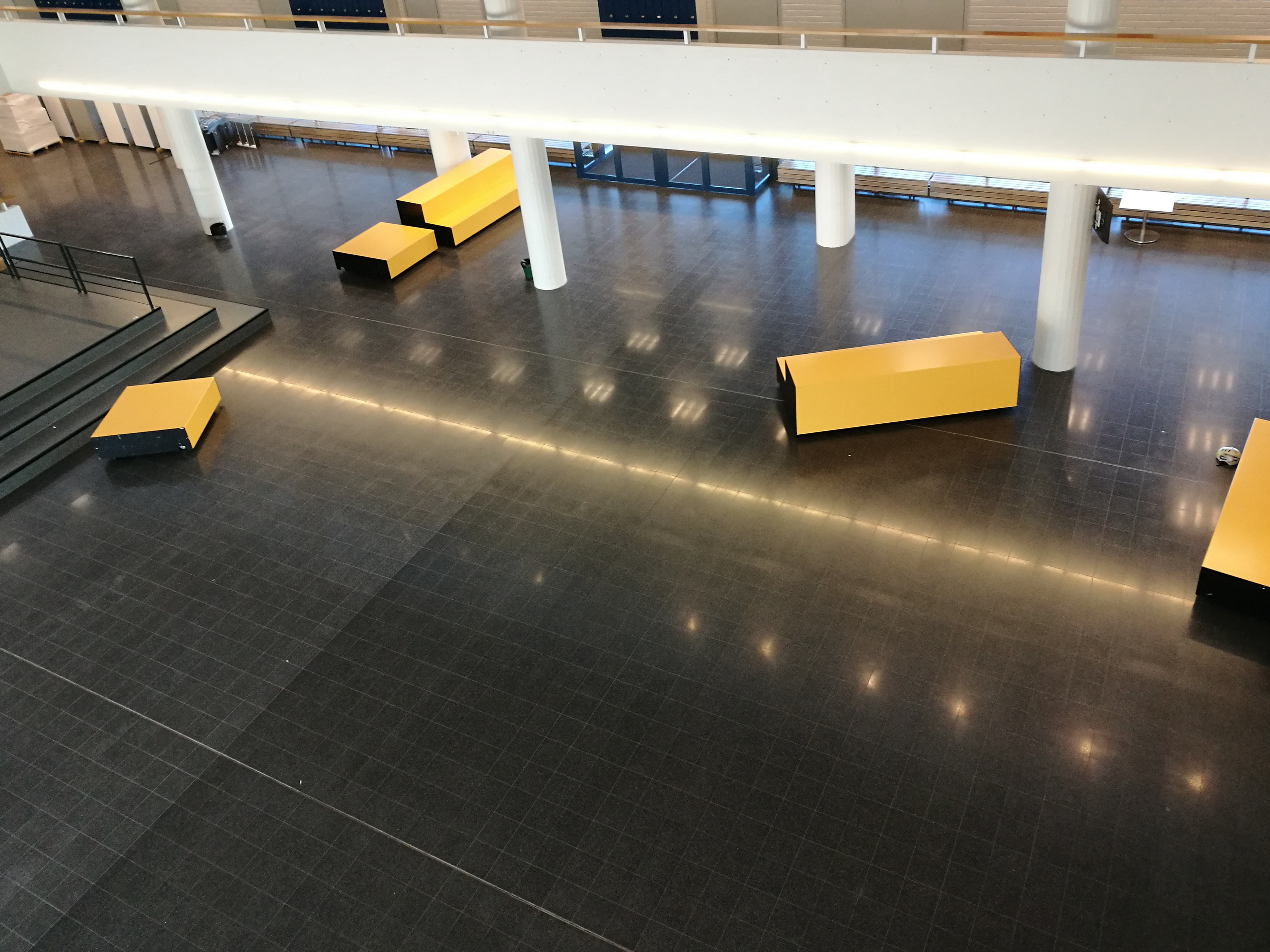
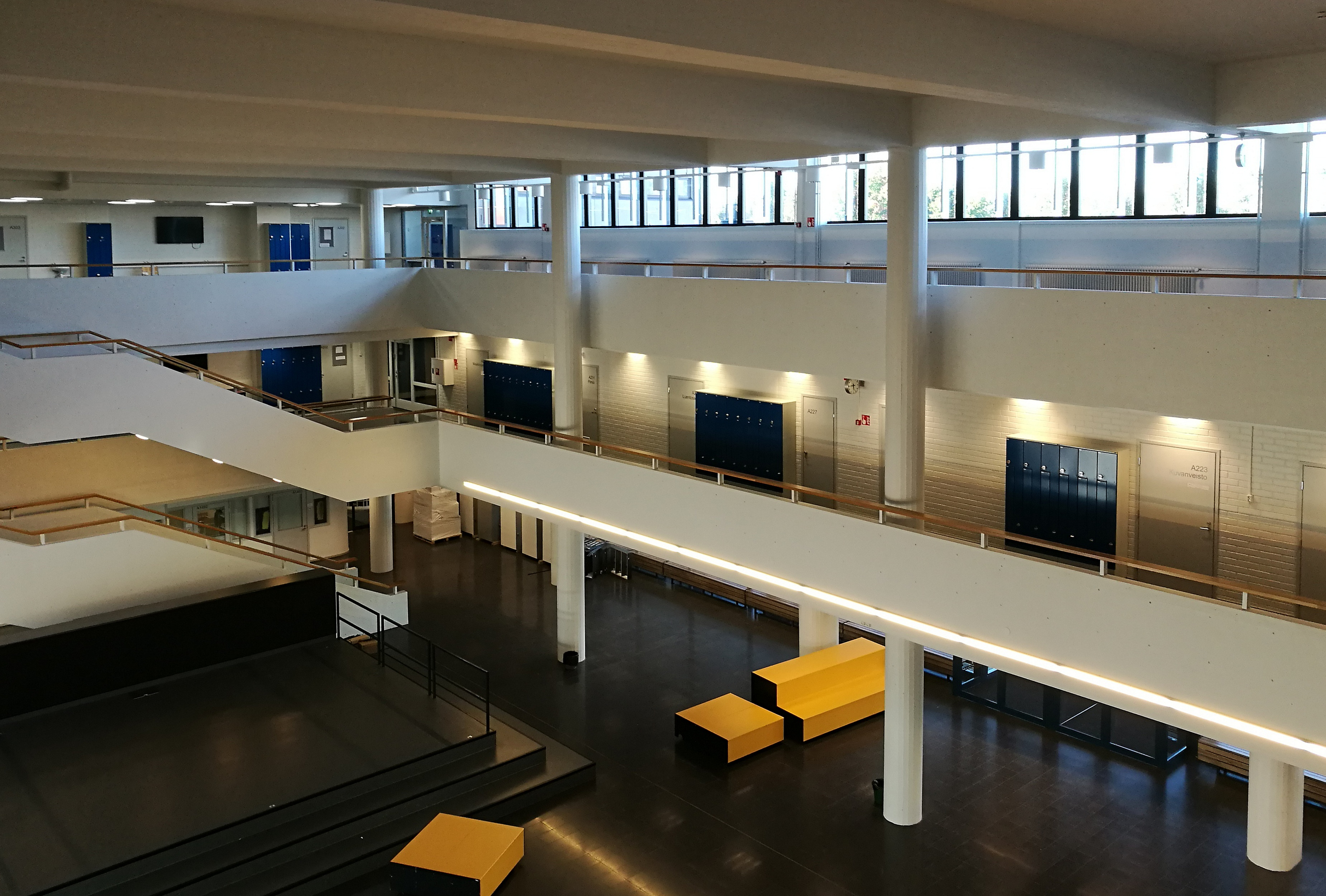